# Question (personaggio)
Question, il cui vero nome è Vic Sage, è un personaggio immaginario dei fumetti creato da Steve Ditko. Apparso per la prima volta in Blue Beetle n. 1 (giugno 1967), in origine è stato creato per la Charlton Comics per poi venire acquistato dalla DC Comics all'inizio degli anni ottanta e incorporato nell'universo DC.

## Storia
Vic Sage è un brillante e sagace giornalista investigativo di Hub City che poco dopo il suo debutto televisivo comincia a fare delle ricerche sul dottor Barby Twain; è in questa occasione che viene avvicinato dal suo ex insegnante, il professor Aristotle Rodor, che lo informa dei suoi trascorsi con Twain: i due avevano collaborato alla creazione di una pelle artificiale chiamata Pseudoderma che sarebbe dovuta servire come bendaggio simil-pelle con l'aiuto di un gas legante, ma l'inaspettata tossicità del processo indusse Rodor a desistere mentre Twain decise di continuare col progetto decidendo di sfruttare alcune zone del Terzo Mondo come veri e propri laboratori. Vic decide quindi di fermare Twain riuscendoci e accettando di mascherare per sempre il suo aspetto con una maschera di Pseudoderma che lo ha reso un uomo senza volto, decidendo di sfruttare questo suo nuovo status per compiere le sue indagini in modo più efficiente. Da allora in avanti si affermerà come un grande paladino della verità e in più di un'occasione si rivelerà fondamentale anche per la Justice League.
Nonostante fin dalle sue prime apparizioni venga mostrato come un antieroe disposto a tutto pur di ottenere le informazioni che gli servono per risolvere i suoi casi, Vic rappresenta un personaggio particolarmente complesso dal punto di vista filosofico: instancabile oppositore della corruzione e della decadenza sociale, è stato un seguace dell'oggettivismo per poi abbracciare la filosofia Zen. Nella trasposizione animata della serie Justice League dimostra inoltre grande apprensione verso diverse teorie complottistiche, soprattutto dopo essere venuto a conoscenza della dimensione alternativa in cui Superman uccide il Presidente Lex Luthor e assieme alla Justice League crea una dittatura globale.

## Alleanze

La Cacciatrice

The Question si allea molto spesso in missione con la Cacciatrice, persona per cui nutre amore e aiuta a investigare sull'omicidio di massa di tutta la famiglia Bertinelli con cui la Cacciatrice è imparentata. Lei a soli otto anni assistette a quella tragedia, in quanto era in famiglia con le vittime. Quando la Cacciatrice viene poi incastrata da suo padre a Gotham, avrà problemi con Batman, che se pur credendola innocente, non approva i modi violenti della Cacciatrice e decide di tenerla d'occhio e investigare da solo sul caso. La Cacciatrice non è d'accordo e si scontra con lo stesso Batman e Nightwing, ma non riuscendo a vincere scappa, cade in un lago e una volta in superficie incontra The Question, che non riuscendo a farla ragionare le fa perdere i sensi con un pugno per poi portarsela a casa e medicarla. Quando lei si sveglia, si addestra con The Question e Richard Dragon per poi ripartire con il suo partner a Gotham. La Cacciatrice si intrufola nella casa di suo padre che, mandante dell'omicidio di massa, capisce che la cacciatrice è sua figlia e gli rivela tutta la verità. La storia si conclude con un litigio tra The Question e la Cacciatrice al porto durante la cattura di uno scagnozzo del padre della super-eroina.

## Poteri e abilità
The Question è un esperto di arti marziali, nelle quali è stato addestrato da Richard Dragon, e nell'uso delle armi bianche; vanta inoltre delle capacità fisiche eccezionali. È un detective dalla mente geniale e dalle capacità deduttive fuori dal comune. Esperto di psicologia e criminologia, nonché eccezionale informatico e meccanico, le sue capacità intellettive sono tranquillamente paragonabili a quelle di Batman.

## Curiosità
Il personaggio avrebbe dovuto far parte di Watchmen, ma quando la DC decise di integrarlo nell'universo classico Alan Moore lo sostituì creando Rorschach.